# Espuri Postumi Albí (cònsol 334 aC)
Espuri Postumi Albí Caudí (llatí: Spurius Postumius Albinus Caudinus) va ser cònsol l'any 334 aC, juntament amb Tit Veturi Calví. Pertanyia als Postumi Albí, una de les branques principals de la gens Postúmia, d'origen patrici.
Els consols van envair el territori del sidicins, però davant les notícies que els samnites venien en el seu ajut, es va nomenar un dictador. L'any 332 aC va ser nomenat censor i el 327 aC va ser magister equitum, l'any en què Marc Claudi Marcel era nomenat dictador. L'any 321 aC va ser cònsol per segona vegada i va atacar als samnites però el van derrotar prop de Caudium a la batalla de les Forques Caudines i el seu exèrcit obligat a passar sota el jou. En nom de la República Postumi Albí i altres comandants van haver de negociar una pau humiliant per l'alliberament de l'exèrcit. A la seva tornada a Roma els dos consols van deixar el càrrec i es va nomenar un dictador, i el senat, a proposta del mateix Postumi Albí, va decidir que tots els que havien pres part en l'establiment de la pau amb els samnites haurien de ser entregats a aquests. Postumi i altres van ser enviats com a presoners al Sàmnium, però els samnites es van negar a acceptar-los.